# Joakim Sandgren
Pour les articles homonymes, voir Sandgren.
Joakim Sandgren (né à Stockholm le 29 novembre 1965),,,, est un compositeur suédois.

## Biographie
Sandgren est né à Stockholm où il a étudié la musique au Collège royal d'art et de musique. Il a ensuite étudié à l'IRCAM à Paris. Il a parmi d'autres suivi les enseignements de Magnus Lindberg, Philippe Manoury et Horacio Vaggione. 
Sandgren a reçu en 1998 et en 1999 le grand prix de l'Académie musicale de Suède. En 2013 Sandgren recevait Järnåkerstipendiet,, le plus grand prix Suédois de musique de chambre. 
En 2003, il soutenait à l'Université Paris VIII un DEA intitulé Présentation partielle d'un environnement informatique de composition en LISP et en 2008 il participait aux JIM'08 (Journées d'Informatique Musicales 2008) avec l'article Composition assistée par ordinateur : Le cas de ejs.,,,
Sandgren a composé assisté par ordinateur depuis 1997. Sa musique est depuis 2003 entièrement orientée vers un travail des sons secondaires des instruments. Ces sons étant souvent d'une très faible intensité il faut souvent les agrandir à l'aide des microphones. La façon dont les compositions sont conçues fait penser d'une « synthèse granulaire instrumentale ». Si même instrumentales, les compositions de Sandgren sont conçues et composées dans la manière que l'on compose de la musique électroacoustique. Depuis 2007 il travaille sur une série de pièces mixtes (pour musiciens et ordinateur).
Ses œuvres ont été interprétées par des ensembles comme l'orchestre symphonique de la radio suédoise, Musica Vitae, Ars nova, Ensemble 2e2m, Archaeus, Densité 93, Ensemble Itinéraire, Champ d'Action, Curious Chamber Players, Caput, Gageego!, Mimitabu, Tokyo Gen'On Project, Neo.

## Œuvres (liste partielle)
- corps étrangers (2018), pour six musiciens et ordinateur
- cellules lysées (2015-2016), pour neuf musiciens et ordinateur[14],[15],[16]
- points caractéristiques (2013-2014), pour trois musiciens et ordinateur[17],[18],[19]
- lumières noires (2011-2012), pour un(e) violoniste et ordinateur[20],[21]
- objets saisis (2011-2012), pour un(e) clarinettiste basse et ordinateur[22]
- endroits susceptible (2010-2012), pour six musiciens et ordinateur[23]
- empreintes digitales (2008-2009), pour trois musiciens et ordinateur[24],[25]
- pièces à conviction (2007-2008), pour un(e) flûtiste et ordinateur[26],[27]
- instrument contondant (2006-2007), pour neuf musiciens[28]
- pour un(e) flûtiste à bec et neuf musiciens (2003-2004), soliste et ensemble
- solo pour violoniste (2001), soliste et bande[29]
- déambulation oculaire (2000), pour clarinette basse et dispositif électronique[30]
- sinfonietta (1997-1999), ensemble[31],[32]
- morfe technes (1994-1996), bande[33]